# Feldstärkemessgerät
Ein Feldstärkemessgerät (englisch field strength meter; auch: Strahlungsmessgerät; kurz auch: Feldstärkemesser oder Feldmessgerät oder Strahlungsmesser) ist ein Messgerät zur Messung elektromagnetischer Felder, insbesondere zur messtechnischen Überprüfung der elektromagnetischen Verträglichkeit (EMV-Prüfung).
Man unterscheidet zwischen Messgeräten zur Messung der Feldstärke von elektrischen Feldern (elektrische Feldstärke) und zur Messung von magnetischen Feldern (magnetische Feldstärke).

## Grundlagen
Im Fernfeld von Antennen sind elektrische (E-Feld) und magnetische Feldstärke (H-Feld) über den Wellenwiderstand des Vakuums, genauer den Wellenwiderstand in Luft, miteinander verknüpft. Es genügt also, eine Größe zu messen, E-Feld oder H-Feld. Die andere ergibt sich dann rechnerisch. Im Nahfeld hingegen sind die Verhältnisse komplizierter und es empfiehlt sich, beide Komponenten einzeln zu messen.
Zu diesem Zweck gibt es bei den meisten Strahlungsmessgeräten als Ergänzung zu einem einheitlichen Grundgerät, das Bedienelemente, Auswerteelektronik und Anzeige enthält, unterschiedliche Feldsonden. Diese umfassen unterschiedliche Frequenzbereiche und dienen der Messung des E-Feldes oder des H-Feldes. Prinzipiell werden E-Feld-Sonden zumeist als kleine Dipolantennen realisiert und H-Feld-Sonden als kleine Schleifenantennen.
Eine große Hilfe für die praktische Nutzung ist, dass die Sonden – im Gegensatz zu den genannten einfachen Antennen – richtungsunabhängiges Messen erlauben. Man spricht von  „isotropen Sonden“. Dies wird dadurch erreicht, dass nicht nur eine kleine Antenne, sondern drei zueinander orthogonal angeordnete Exemplare im Messkopf miteinander kombiniert werden.

## Verwendung
Anwendung finden solche Geräte bei der messtechnischen Überprüfung von Antennentechnik aller Art und in Zusammenhang mit elektromagnetischer Umweltverträglichkeit (EMV) sowie der gesundheitlichen Unbedenklichkeit und Zumutbarkeit für Menschen, Stichwort: Elektrosmog.
Beispiele für solch Feldstärke- oder Strahlungsmessgeräte (siehe auch: Weblinks) sind das Strahlungsmessgerät EMR-300 des ehemaligen Herstellers Wandel & Goltermann (W&G) und das Feldmessgerät NBM-550, das von Narda vertrieben wird.